# Свинобоева, Туйара Анатольевна
Туйа́ра Анато́льевна Свинобо́ева (5 сентября 1973, Мегино-Кангаласский улус — 21 ноября 2000, Кандалакша) — российская актриса театра и кино.

## Биография
Родилась 5 сентября 1973 года в Мегино-Кангаласском улусе (Якутия).
В 1991 году поступила в Якутский колледж культуры и искусств на отделение «театральная режиссура». Там же в 1992 году поступила в актёрскую студию. В 1996 году окончила учёбу с красным дипломом. Жила в Якутске. В 1993 году у неё родилась дочь.
С 1996 года работала в Саха академическом театре имени П. А. Ойунского.
Осенью 2000 года снималась в фильме «Река» режиссёра Алексея Балабанова.

### Автокатастрофа
Поздним вечером 20 ноября 2000 года близ г. Кандалакши Мурманской области, где шли съёмки фильма «Река» («На краю земли») режиссёра Алексея Балабанова, автомобиль, за рулём которого находился Сергей Астахов, попал в аварию: водитель, пытаясь уйти от столкновения с идущим впереди автомобилем, не справился с управлением. В машине находились режиссёр Алексей Балабанов, его жена с пятилетним сыном и Туйара Свинобоева. Все пассажиры получили травмы и были госпитализированы в больницу города Кандалакши. Чтобы остановить внутреннее кровотечение, начавшееся у Туйары, ей была сделана операция. Но 21 ноября в 1:15 она умерла. Ей было 27 лет.
В связи с её гибелью, съемки фильма были прекращены. В 2002 году отснятый материал фильма был смонтирован и выпущен как короткометражный.

## Творчество

### Фильмография
- 2002 — Река — Мергень

### Роли в театре
- «Сон в летнюю ночь» Уильям Шекспир — Ипполита
- «Наара Суох» И. Гоголев — Кюндю Кюлюк
- «Тина Жизни» А. Софронов — Даайыс
- «Простушка и воспитанная» Д. Ленский — Палаша
- «В ночь лунного затмения» М. Карим — Танткабике
- «Рождественский вечер» Д. Сивцев — Дуня, Кэчиик

## Награды
В 2003 году на кинофестивале «Меридианы Тихого» во Владивостоке Туйара Свинобоева посмертно была награждена призом за лучшую женскую роль.